# Luciana Mendoza
Luciana Mendoza (født 14. marts 1990) er en håndboldspiller fra Argentina. Hun spiller på Argentinas håndboldlandshold. 
Hun deltog under VM 2011 i Brasilien.